# أنخيل أليغري
أنخيل ناتاليو أليغري (بالإسبانية: Ángel Natalio Allegri)‏ (ولد في 26 ديسمبر 1926 في بوينس آيرس - توفي في 30 ديسمبر 1981) وهو لاعب كرة قدم أرجنتيني سابق. قضى 14 سنة من مسيرته الاحترافية كلاعب لنادي فيليز سارسفيلد في دوري الدرجة الأولى الأرجنتيني، حيث لعب 384 مباراة وسجل معه 36 هدفا. وهو يعد ثالث أكثر اللاعبين مشاركة في تاريخ النادي.

## وصلات خارجية
- أنخيل أليغري على موقع قاعدة بيانات كرة القدم.إي يو (الإنجليزية)
- أنخيل أليغري على موقع ناشيونال فوتبول تيمز (الإنجليزية)

- Statistics at BDFA (بالإسبانية)